# Mątwowate
Mątwowate (Sepiidae) – rodzina mątew obejmująca ponad 100 gatunków dość dużych rozmiarów, o ciele wydłużonym, w zarysie owalnym, grzbietowo-brzusznie spłaszczonym, obwiedzionym taśmowatą płetwą.

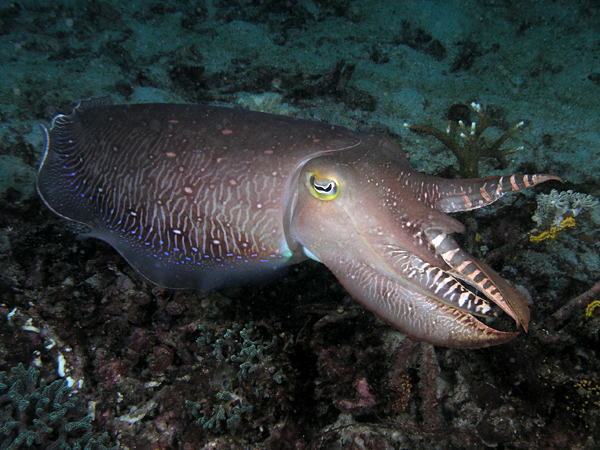
Sepia apama

Przyssawki zaopatrzone w pierścienie rogowe, bez haczyków. Kość mątwia jest u nich silnie rozwinięta, a woreczek czernidłowy duży. Długość płaszcza niektórych gatunków sięga 50 cm, a masa ciała 12 kg. 
Występują w ciepłych wodach – w strefie tropikalnej i umiarkowanie ciepłej.
Mątwowate są komercyjnie poławiane w celach konsumpcyjnych. Sepii zawartej w woreczku czernidłowym mątwi używano dawniej jako barwnika malarskiego lub środka pełniącego rolę atramentu.
Jednym z lepiej poznanych gatunków jest mątwa zwyczajna (Sepia officinalis).

## Klasyfikacja
W obrębie mątwowatych wyróżniono rodzaje:
- Metasepia
- Sepia
- Sepiella

Rodzajem typowym rodziny, a jednocześnie najliczniejszym w gatunki jest Sepia.